# Miroslav Gajdůšek
Miroslav Gajdůšek est un footballeur tchécoslovaque, né le 20 septembre 1951 à Otrokovice.

## Biographie
En tant qu’attaquant, il fut international tchécoslovaque à 48 reprises (1971-1980) pour 4 buts.
Il participa à l’Euro 1980. La Tchécoslovaquie est tenante du titre (vainqueur en 1976). Il est titulaire contre la RFA, remplacé par Marián Masný, il est remplaçant contre la Grèce, à la place de Zdeněk Nehoda, mais il ne joue pas contre les Pays-Bas. 
Du fait que la Tchécoslovaquie termine deuxième du groupe, elle doit disputer le match pour la troisième place, contre l’Italie. Il remplace dans ce match Ladislav Vízek. Les deux équipes sont à égalité (1-1) et doivent se départager aux tirs au but. Il est le 7e tireur côté tchécoslovaque et bat Dino Zoff, le gardien italien. Fulvio Collovati rata, ce qui permit à la Tchécoslovaquie de terminer troisième bien qu’elle n’a pas pu conserver son titre.
Il joua dans 3 clubs différents : le FC Tescoma Zlín, le FC Marila Příbram et le TJ Vítkovice.
Il remporte la coupe de Tchécoslovaquie en 1970 avec le premier club. Avec le second, il remporta aussi la coupe de Tchécoslovaquie en 1981, fut champion de Tchécoslovaquie en 1977 et en 1979, et vice-champion en 1974, en 1978 et en 1981. Il ne gagna rien avec le dernier.

## Clubs
- 1969-1970 :  FC Tescoma Zlín
- 1970-1981 :  FC Marila Příbram
- 1981-1984 :  TJ Vítkovice

## Palmarès
- Championnat d'Europe de football
  - Troisième en 1980
- Championnat de Tchécoslovaquie de football

- - Champion en 1977 et en 1979
  - Vice-champion en 1974, en 1978 et en 1981
- Coupe de Tchécoslovaquie de football
  - Vainqueur en 1970 et en 1981